# Центральный научно-исследовательский авиационный госпиталь
Центральный научно-исследовательский авиационный госпиталь (сейчас Филиал № 1 ФГКУ «ГВКГ имени академика Н. Н. Бурденко» Минобороны России) — специализированное лечебное учреждение Вооруженных Сил СССР и Российской Федерации.
Госпиталь был сформирован в 1943 году как Центральный авиационный госпиталь. С момента создания помимо непосредственного оказания медицинской помощи, специалисты центра занимались военно-врачебной экспертизой и научными разработками специальных медицинских вопросов, связанных с профессиональной деятельностью военнослужащих, главным образом лётчиков. С 1959 по 1968 год специалисты госпиталя занимались отбором кандидатов в космонавты СССР, в том числе Юрия Гагарина. Располагается в Москве на территории парка «Сокольники».

## История
До Октябрьской революции на будущей территории Филиала № 1 ФГКУ «ГВКГ имени академика Н. Н. Бурденко» Минобороны России работал санаторий нервных болезней доктора Соловьёва, в 1919 году территория была передана в распоряжение РККА вместе с участком в 6,8 га. В них размещались 4-й Московский военный госпиталь, 2-й Московский военный госпиталь и Московский санаторий Красной Армии.
В период Великой Отечественной войны госпиталь обеспечивал лечение и проводил военно-врачебную экспертизу лётного состава ВВС Красной Армии (принимая решение о допуске пациентов после ранений к лётной деятельности). Обладал штатом высококлассных специалистов, в ходе войны до 68 % пациентов госпиталя возвращались обратно в строй.
После окончания Великой Отечественной войны, в 1946 году, Центральный авиационный госпиталь был преобразован в Центральный научно-исследовательский авиационный госпиталь (ЦНИАГ). Сосредоточившись в большей степени на научной деятельности.
30 сентября 1959 года в составе ЦНИАГ была создана специальная военно-врачебная комиссия перед которой была поставлена задача разработать систему медицинского отбора кандидатов в космонавты, и осуществить первый этап отбора космонавтов. В состав комиссии вошли ведущие специалисты госпиталя: Е. Д. Авксентьев (офтальмолог), И. И. Брянов (ЛОР-специалист), Н. А. Гольдин (электрофизиолог), Ф. Д. Горбов (психолог), Н. С. Ивлев (хирург), Е. Т. Малышкин (терапевт), Г. П. Михайловский (физиолог), Н. В. Орлов (рентгенолог), А. С. Панфилов (психоневролог), М. Н. Поляков (невропатолог), П. М. Суворов (физиолог). Руководителем работы был назначен заместитель начальника Госпиталя по научно-исследовательской работе М. Д. Вядро.
К 1959 году специалисты госпиталя располагали многолетним опытом освидетельствования лётчиков, этот опыт сыграл важную роль, однако особенности профессиональной деятельности космонавтов вызвали необходимость применения дополнительных методов исследования. Среди новых методов были применены обследования на центрифуге с воздействием ускорений краниокаудального направления до 8 g, обследования на вибростенде, исследования состояния вестибулярного анализатора с использованием нового комплекса методик, усложнённый комплекс психологического обследования. Значительно расширился объём рентгенологических исследований. В 1960 году были сформулированы базовые принципы научной работы — «Разработка принципов отбора членов экипажей ракетных летательных аппаратов».
Первичный отбор кандидатов осуществлялся выездными комиссиями непосредственно в лётных частях страны, упор был сделан на лётчиков истребительной авиации в возрасте не старше 35 лет с весом тела, не более 80 кг. Одним из ведущих принципов, которым руководствовались комиссии, был принцип строгой добровольности кандидатов. Прошедшие первичный отбор кандидаты направлялись для более углублённых исследований в госпиталь в Москву.
С 1959 года до 1968 года ЦНИАГ провёл отбор четырёх групп кандидатов в космонавты. На стационарное обследование в госпиталь поступили 604 кандидата из числа лиц лётного состава, военных инженеров и врачей, офицеров ВМФ, сотрудников АН СССР, а также группа женщин. Первый отбор в космонавты был проведён в 1959—1960 годы, второй — в 1962—1963 годы, третий — в 1964—1965 годы и четвёртый — с 1966 по 1968 годы.
Из года в год методология отбора совершенствовалась и корректировалась с учётом реальных требований полученных в ходе космических полётов.
В 1969 году Центр подготовки космонавтов (который был создан в 1960 году) был преобразован в научно-исследовательскую испытательную организацию и было сформировано управление медицинских исследований и подготовки космонавтов. Таким образом с этого времени отбором кандидатов в космонавты стали заниматься специалисты Центра подготовки космонавтов.
Однако и в последующие годы коллектив госпиталя продолжал работу по совершенствованию системы отбора в космонавты с учётом новых задач и специальностей космонавтов. Госпиталь располагает несколькими специализированными кабинетами (вибротерапии, рефлексотерапии, эндоскопии) и научно-исследовательских лабораторий.
По состоянию на 2021 год госпиталь располагает 24 специализированными отделениями и 6 центрами: (врачебно-лётной экспертизы, реабилитационном, урологическом, неврологическом, рентгенологическом, анестезиологии и реанимации).

## Начальники госпиталя
- полковник медицинской службы Д. Е. Розенблюм (1943—45)[5],
- полковник медицинской службы А. В. Покровский (1945—47),
- полковник медицинской службы В. Г. Вишневский (1947—50),
- полковник медицинской службы А. С. Усанов (1950—70),
- полковник медицинской службы Г. С. Сергеев (1970—75),
- полковник медицинской службы И. А. Полозков (1975-?),
- далее данных нет.